# Ian Ashbee
Ian Oliver Ashbee (ur. 6 września 1976 w Birmingham) – angielski piłkarz grający na pozycji pomocnika w Preston North End.

## Kariera piłkarska
Ian Ashbee profesjonalną piłkarską karierę rozpoczynał w Derby County. W jego barwach rozegrał jedno spotkanie – wystąpił w kończącym sezon 1994/1995 meczu z Southend United F.C. Latem 1996 roku przeszedł na zasadzie wypożyczenia do IR Knattspyrnudeild. W islandzkim zespole zaliczył osiem pojedynków, w których zdobył dwa gole. 13 grudnia 1996 roku podpisał kontrakt z drużyną League Two, Cambridge United. Zadebiutował w niej w spotkaniu przeciwko Torquay United. Pierwszą bramkę strzelił natomiast w lutym 1998 roku pokonując bramkarza Mansfield Town, a w sezonie 1998/1999 wywalczył ze swoim klubem awans do League One. Do 2002 roku w Cambridge United wystąpił łącznie w 234. meczach.
1 lipca 2002 roku Ashbee został zawodnikiem Hull City. Zadebiutował w nim w sierpniowym meczu z Southend United, w którym wyszedł w podstawowym składzie, a w 85. minucie został ukarany czerwoną kartką. W nowym zespole szybko stał się podstawowym zawodnikiem, a w sezonie 2003/2004 wywalczył z nim awans do League One. Rok później jego klub uzyskał promocję do Football League Championship. Przez kolejne trzy lata Ashbee regularnie występował w pierwszej jedenastce. W 2008 roku drużyna awansowała do Premier League, zaś piłkarz zagrał we wszystkich trzech wygranych meczach barażowych. Występy w sezonie 2008/2009 zakończył przedwcześnie, w pojedynku z Aston Villą, w którym doznał kontuzji. Uraz wykluczył go także z gry w kolejnych rozgrywkach, w których Hull zostało zdegradowane do Football League Championship.